# Singamerta
Singamerta is een bestuurslaag in het regentschap Serang van de provincie Banten, Indonesië. Singamerta telt 3485 inwoners (volkstelling 2010).